# Berberis lechleriana
Berberis lechleriana är en berberisväxtart som beskrevs av Schneider. Berberis lechleriana ingår i släktet berberisar, och familjen berberisväxter. Inga underarter finns listade i Catalogue of Life.